# Historia de la Cadena SER

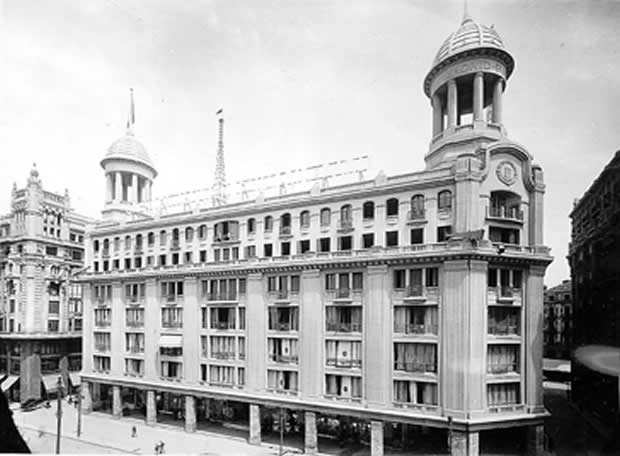
Edificio Madrid-París, sede de Unión Radio Madrid a principios de los años 30.

La historia de la Cadena SER comenzó en 1924 con su primera transmisión, lo que la convierte en la emisora decana de España. A lo largo de los años, la historia de la cadena ha corrido en paralelo con los sucesos políticos, sociales y culturales acaecidos en ese país durante los siglos XX y XXI.

## Inicios: Unión Radio, 1924-1939

### Años 20
Radio Barcelona comenzó sus emisiones el 14 de noviembre de 1924, a las 6:30 p. m., con la locutora María Sabater al micrófono, que posteriormente cedió a Darío Rumue, alcalde de Barcelona. La Dirección General de Comunicaciones le había asignado a la estación la referencia EAJ-1 (códigos referentes a España -EA-, Telegrafía sin hilos –J- y primera emisora autorizada -1-). El día de su inauguración se emitieron diferentes discursos de las autoridades y posteriormente un concierto que estuvo a cargo del pianista Torné y el violoncelista Oró. A pesar de la nomenclatura, Radio Barcelona no fue la primera emisora de radio en salir a las ondas, un año antes Radio Ibérica de Madrid había realizado algunas pruebas, si bien la regularización del sistema llegó a través del reglamento del 14 de junio de 1924, en virtud del cual, la Dirección General de Comunicaciones concedía a Radio Barcelona la primera licencia de radio el 14 de julio, que permitía la ejecución de la instalación de la emisora. La autorización para el inicio oficial de las emisiones se decretó el 12 de noviembre. Para esa fecha, EAJ-2, Radio España de Madrid llevaba ya siete días emitiendo.

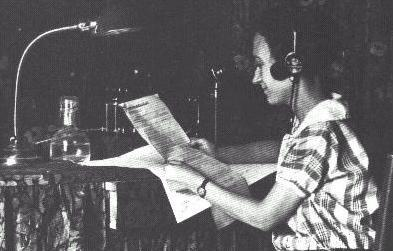
María Sabater, primera locutora de Radio Barcelona

Su programación inicial incluía deportes (para la tarde de los domingos), crónica social y moda entre otras cosas. En diciembre de 1924, salía al aire el programa Crónica, considerado primer informativo, que consistía en un espacio de diez minutos emitido diariamente a las 3 p. m. y a las 8 p. m. Las empresas del sector radioeléctrico, por su parte, fueron muy activas en aquellos primeros meses de existencia de la radio en España. Incentivadas por sus propios intereses comerciales y con la intención de incrementar las ventas de receptores, impulsaron también el desarrollo de las emisiones hasta el punto de crear su propia empresa: Unión Radio Madrid, EAJ-7.
Con el impulso de Ricardo Urgoiti, la escritura de constitución del embrión de la Cadena SER se firmó el 19 de diciembre de 1924 por, entre otras, -Telefunken, Compañía General de Electricidad, Compañía Nacional de Telegrafía sin hilos (Marconi). La emisora fue inaugurada formalmente por el rey Alfonso XIII, el 17 de junio de 1925. Urgoiti se convirtió en el primer director general, con Miguel Olea, como director artístico, y Joaquín Ruiz, como jefe técnico. La sede de Unión Radio Madrid se ubicó en el edificio de los Almacenes Madrid-París, en la Gran Vía madrileña.
A medida que se iban implantando emisoras por toda España, Unión Radio comenzó a ampliar sus contenidos. Así por ejemplo, Radio Madrid retransmitió por primera vez una corrida de toros el 8 de octubre de 1925, con el maestro Juan Belmonte. Incluyó en su programación cursos de inglés y francés, además de retrasmisiones de los festivales de la Cruz Roja. Un año después se transmitía el despegue del Plus Ultra, que sobrevolaría el Atlántico. Se iniciaban también las adaptaciones de clásicos del teatro universal como Las nubes (1926) de Aristófanes, El alcalde de Zalamea (1926) de Calderón de la Barca, Los intereses creados (1927) de Jacinto Benavente y La fierecilla domada (1928) de Shakespeare. Además, se emitió la radionovela Las aventuras de un parisién en Madrid. Las emisiones comenzaban a primera hora de la tarde y abarcaban variedades, música ligera, información, meteorología y retransmisiones de ópera y zarzuela.
Además, se inició la práctica de emitir en cadena con otras emisoras. En 1927 Unión Radio Madrid (EAJ-7), Radio Bilbao (EAJ-9), Radio Sevilla (EAJ-5), Radio Salamanca (EAJ -22) y Radio Barcelona (EAJ-1) comenzaban a emitir conjuntamente. En mayo, todas las emisoras radiaban el partido de fútbol entre el Zaragoza y el Real Madrid. La emisora alcanzaría casi el monopolio de emisiones, con las excepciones de Radio Asociación de Cataluña, Radio España de Madrid y Radio Asturias. La fusión formal se alcanzó en 1929, tras el impulso tecnológico que supuso la Exposición Universal de Barcelona y se articuló mediante autorización de la Dirección General de Comunicaciones, de 14 de marzo, Radio Barcelona se integra en Unión Radio.

### Años 30

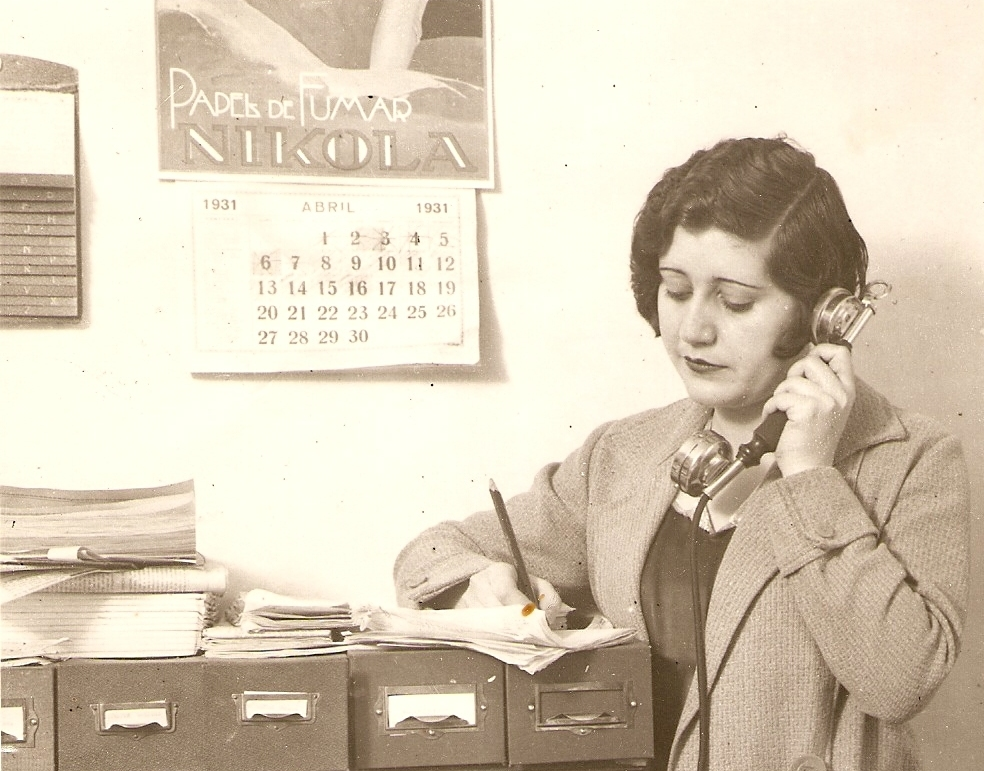
Josefina Carabias en 1931

La instauración de la Segunda República abre una nueva etapa en la historia de la radiodifusión en España, con la consagración de un nuevo marco de libertades, entre ellas, la de expresión. Tan sólo un año antes, el 8 de octubre de 1930, tras el fin del mandato del dictador Miguel Primo de Rivera, Unión Radio había reforzado su apuesta por la información con el informativo diario La Palabra,
 que tenía una duración de entre 20 y 30 minutos, y que contó con las populares voces de Luis Medina y Carlos del Pozo. Josefina Carabias fue otra de las personalidades radiofónicas claves de la época.
La proclamación de la república en la Puerta del Sol de Madrid se hizo ante un micrófono de Unión Radio. El 23 de agosto de 1931, Unión Radio Madrid y Radio Barcelona transmitían conjuntamente la entrega por Francesc Macià al Presidente de la República Niceto Alcalá Zamora del primer Estatuto de Autonomía de Cataluña. El 1 de febrero de 1934 inauguró sus emisiones Radio Valladolid, aunque no fue hasta 1950 cuando se asoció a Unión Radio.
Al estallar la guerra civil española, Unión Radio Madrid permaneció fiel al Gobierno Legítimo de la República. El mismo día 18 de julio fue incautada por el Gobierno, la gestión pasó a un comité de trabajadores y su sede fue trasladada temporalmente de la Gran Vía para evitar los ataques de las fuerzas rebeldes. La emisora, convertida en órgano de propaganda de uno de los bandos beligerantes, fue el vehículo que trasladó a los españoles discurso de Dolores Ibárruri, donde pronunció el legendario “No pasarán”. El 28 de marzo de 1939, la emisora fue tomada por las tropas sublevadad, Luis Medina pronunció unas palabras de despedida y horas después las ondas de Unión Radio conectaban con la programación única transmitida por Radio Nacional de España.

## La radio comercial: 1940-1975

### Años 40 y 50
Tras el fin de la Guerra, Unión Radio pasó a denominarse Sociedad Española de Radiodifusión (SER), consituyéndose formalmente el 25 de septiembre de 1940. La propiedad fue cedida a las familias Garrigues y Fontán y la emisora estuvo presidida por Antonio Garrigues Díaz-Cañabate, con Virgilio Oñate como director general. En 1942, se incorporó como responsable de programación Manuel Aznar Acedo, que desempeñó el cargo durante 20 años.
La Ley de Prensa de 1938, vigente hasta 1966, estableció el sistema de censura informativa y era ilegal que las radios comerciales emitiesen programas informativos. La información se radiaba exclusivamente por Radio Nacional de España, emisora con la que se debía conectar preceptivamente para la emisión de El Parte o noticiero hablado
A lo largo de las tres décadas siguientes, la Cadena SER se consolidó como la radio comercial por excelencia en España. Frente a Radio Nacional de España, de titularidad pública, la SER optó por ir incorporando un modelo de radio-espectáculo, concebido sobre todo en términos de entretenimiento. La incorporación del periodista Robert Kieve, procedente de Estados Unidos, significó la importación de un modelo de radio, ya asentado en Norteamérica, con conceptos y esquemas de programación desconocidos hasta el momento en España. El concurso para descubrir jóvenes talentos, Tu carrera es la radio, fue un claro exponente.

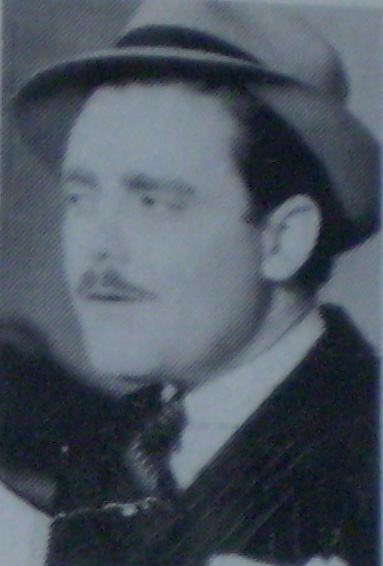
Pepe Iglesias, el Zorro.

Otro hito histórico fue la incorporación de Bobby Deglané a Radio Madrid con el espacio de variedades Fin de semana (1940), que tras un paréntesis, se convirtió en Cabalgata fin de semana, a partir de 1951. El espacio, que en su etapa final fue conducido por José Luis Pécker, marcó nuevos ritmos a la hora de hacer radio-espectáculo en España.
Igualmente clave en la consolidación de la cadena fue la creación del cuadro de actores de Radio Madrid que inauguró la época dorada de la ficción radiofónica en España. En 1942, comenzó a emitirse Teatro del aire, que consistió en adaptaciones radiofónicas de los clásicos de la escena y que se mantuvo en antena hasta 1973.
A finales de la década llegaron las radionovelas. En 1947, El Coyote y Dos hombres buenos. Seguirían decenas más. Voces como las de Juana Ginzo, Matilde Conesa, Pedro Pablo Ayuso o Matilde Vilariño interpretaron los seriales de Guillermo Sautier Casaseca. Lucecita, Ama Rosa, Lo que nunca muere con altísimos índices de seguimiento. Desde 1955, en el género de humor, triunfó Matilde, Perico y Periquín de Eduardo Vázquez
Las retransmisiones deportivas atrajeron pronto la atención de los aficionados especialmente al fútbol y al entonces popular boxeo. En 1954 Vicente Marco creó Carrusel Deportivo, mientras que Paco Quílez se puso al frente de Siguiendo los deportes.
En la reconocida por algunos como época dorada de la radio en España, coincidente con la década de los cincuenta, hicieron también fortuna en las ondas de la SER los concursos El Bazar de las sorpresas, Ustedes lo saben, pero ellos no, Busque, corra y... llegue usted primero, Su canción favorita y Avecrem llama a su puerta con Joaquín Soler Serrano, además el humor de Tip y Top de Luis Sánchez Polack y Joaquín Portillo, y de Pepe Iglesias El Zorro.
Posteriormente, la aparición de la televisión y la llegada de Manuel Fraga al Ministerio de Información y Turismo, abrieron una nueva etapa.

### Años 60 y primeros 70
El cambio de década marcó un importante giro en la dirección de la cadena. El 23 de enero de 1962, Eugenio Fontán fue nombrado director de la cadena, que sustituyó a Oñate tras veinte años al frente de la SER. Ese mismo año, Manuel Aznar dejó también la jefatura de programación.
Los años sesenta fueron testigos, además, de una tímida apertura del régimen en materia de libertad de expresión, propiciada por el entonces Ministro de Información y Turismo, Manuel Fraga Iribarne, impulsor de la nueva Ley de Prensa de 15 de marzo de 1966, que eliminaba la censura previa, si bien Radio Nacional de España mantuvo el monopolio de la información política.
La Cadena SER, al socaire de los nuevos tiempos, se había adelantado un par de años. A las nueve de la noche del 22 de noviembre de 1963, la Cadena SER fue la primera emisora en España en dar la noticia del asesinato de John F. Kennedy. En 1964, estrenó un espacio magacín, con algunos elementos informativos. Se llamó Matinal Ser, sobre una idea de Antonio González Calderón y bajo la dirección del periodista Manuel Martín Ferrand. Ocho años más tarde nació Hora 25, ("Un programa de cuestiones actuales"), también con Ferrand y al que se incorporó un joven periodista especializado en el área deportiva: José María García.
Por otro lado, los cambios sociales, la cada vez más feroz competencia de la televisión y el desarrollo tecnológico propiciaron una cierta renovación de contenidos. Los años sesenta fueron testigo del nacimiento de las radiofórmulas en España. En 1963, comenzó a emitirse El Gran Musical, con Tomás Martín Blanco, espacio de música ligera y en 1966 nacía la cadena Los 40 principales. Jóvenes profesionales, como Joaquín Luqui, Pepe Domingo Castaño, José María Íñigo o Miguel de los Santos, Pepe Cañaveras (Premio Ondas 1982), se incorporaron a estos espacios novedosos pensados para atraer la atención de un sector de audiencia hasta entonces obviado: los jóvenes.
Otra novedad de la década fueron los programas de defensa de causas solidarias como Operación Plus Ultra o Ustedes son formidables, con Alberto Oliveras.
En las postrimerías del franquismo, los seriales continuaron arroyando en audiencia: Ama Rosa – con Juana Ginzo - en los años sesenta y Simplemente María – con María Salerno - a principios de los setenta. Fueron, sin embargo, los últimos exponentes de un género llamado a desaparecer con el cambio de los tiempos.

## La Transición: 1975-1984
El fallecimiento de Francisco Franco y el restablecimiento de la democracia abren una nueva etapa en la historia de la cadena SER. Pocos meses antes de la muerte del dictador, la emisora sufrió una pseudo-nacionalización, operada a través del Decreto 2054/1975 de 17 de julio, en virtud del cual la Cadena SER (al igual que Radio Intercontinental) hacían “donación de títulos valores” por importe del 25% de su capital al Estado. A partir de ese momento, la titularidad se distribuía de la siguiente manera: 25% correspondía al Estado (que pasaba a ser accionista mayoritario); 20% Familia Fontán; 18% Antonio Garrigues Díaz-Cañabate; 14% Banco Urquijo y 9% Gregorio Gómez Mira 9% y el resto repartido entre varios accionistas.
Probablemente el hito más importante en el proceso de consolidación de la libertad de expresión fue el Real Decreto 2664/1977, de 6 de octubre, sobre Libertad de Información General por las Emisoras de Radiodifusión, que ponía fin al monopolio informativo del RNE, exonerando al resto de emisoras de la obligación de conectar con la radio pública para la emisión de sus diarios hablados. La Cadena SER fue la primera emisora privada en ofrecer un informativo el 3 de octubre. Ese año comenzó a emitirse Plaza de España, informativo conducido por Martín Ferrand. Como consecuencia de la liberalización informativa, la SER inicia las retransmisiones de los desfiles de las Fuerzas Armadas, primero en Madrid y posteriormente en Sevilla y Valencia, encargándose de ello Juan Vives.
En cuanto a la programación, la época supuso la consagración profesional de José María García y el éxito del último serial radiofónico: La saga de los Porretas, de Eduardo Vázquez, con José Fernando Dicenta.
El momento más trágico del periodo se vivió la noche del 23 de febrero de 1981, conocida también como La noche de los transistores, con el intento de golpe de Estado y la toma del Congreso de los Diputados. El cronista político de la emisora Rafael Luis Díaz consiguió mantener el micrófono abierto mientras los militares golpistas entraban en el Parlamento, mientras Fernando Ónega, a la sazón director de informativos de la cadena, coordinaba la emisión.

## El Grupo Prisa: 1984-

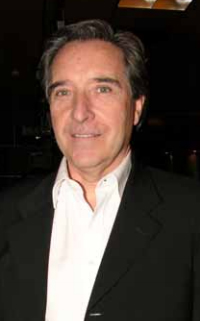
Iñaki Gabilondo, presentador de Hoy por hoy entre 1986 y 2005.

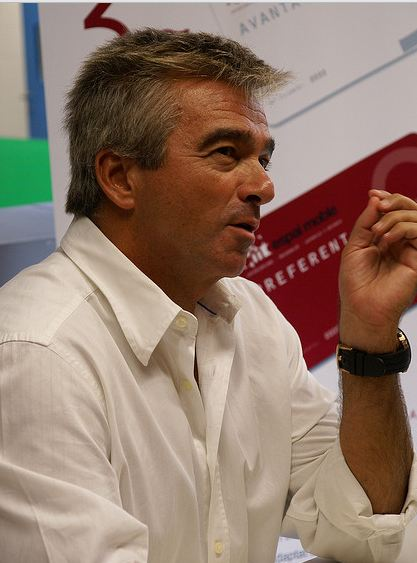
Carles Francino, presentador de Hoy por hoy entre 2005 y 2012.

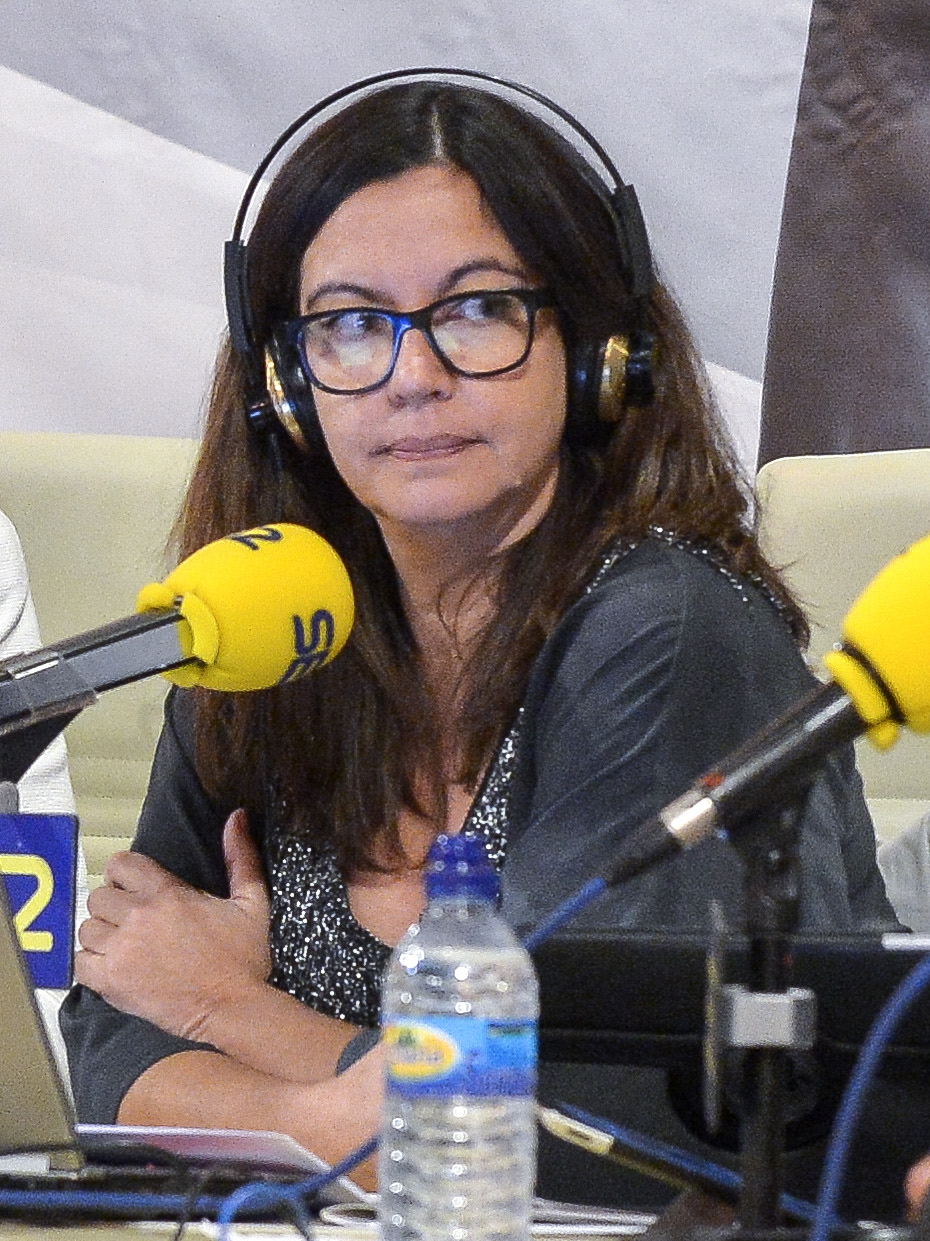
Àngels Barceló, presentadora de Hora 25 entre 2008 y 2019, año en el que pasó a dirigir y presentar Hoy por Hoy.

El Grupo editorial Prisa, propietario del El País, el diario de mayor tirada en España, pretendía expandirse a otros ámbitos de la comunicación más allá de la prensa escrita. En 1982 pusieron en marcha Radio El País, con ínfimos resultados de audiencia. Tras esa experiencia, alteraron su estrategia para fijarse en la eventual adquisición de paquetes de acciones de grupos radiofónicos ya implantados en el país, y la Cadena SER era la primera emisora de España.
La operación comenzó en 1983, a la muerte de Gregorio Gómez Mira, uno de los accionistas de la cadena, cuyo heredero vendió su participación al Grupo Prisa. El 19 de agosto de 1984, Jesús de Polanco se hacía con las acciones del Banco Urquijo y se convertía en accionista mayoritario. Los siguientes en ceder su parte en la emisora fueron los Fontán en 1985. Tras una ampliación de capital en 1986, Prisa controlaba el 71% del accionariado. En junio de 1992 sería el Gobierno de Felipe González el que vendiese la participación estatal. Finalmente, el Grupo Prisa llega a hacerse con la totalidad de las acciones de la Cadena SER y en 1992 adquiría Antena 3 Radio
La línea editorial del Grupo Prisa es cercana a los postulados del Partido Socialista Obrero Español y las operaciones de toma de control de la cadena no estuvieron exentas de críticas de favoritismo por parte de círculos políticos y mediáticos.
El papel de la Cadena SER en las horas siguientes a los Atentados del 11 de marzo de 2004 en Madrid, fue objeto de una fuerte polémica, entre defensores de la emisora como medio de información fiable frente al Gobierno de José María Aznar que pretendía ocultar la verdad a los ciudadanos, y aquellos, incluido el expresidente Aznar, que opinan que la SER manipuló deliberadamente la información, con especial referencia a la existencia de un terrorista suicida propagada desde las ondas de la SER como información contrastada, y que más tarde resultó no ser tal.
Si bien, desde algunos medios se ha apuntado que la victoria electoral de José Luis Rodríguez Zapatero es, en alguna medida, también deudora del respaldo de la Cadena SER y otros medios del Grupo Prisa, también es cierto - se ha indicado - que durante los mandatos de este Presidente ha habido un cierto alejamiento entre los postulados del Gobierno y la línea editorial de la cadena, si bien según algunos, ese alejamiento no sería ajeno a la aparición del Grupo Mediapro, en directa competencia con Prisa y supuestamente beneficiado por Zapatero. Durante los últimos años es reseñable, igualmente, el boicot temporal del Partido Popular en 2007 a los medios del Grupo Prisa, incluida la Cadena SER como consecuencias de unas declaraciones de Jesús de Polanco, según las cuales nunca podría "estar de acuerdo con la acción política de algunos partidos" especialmente "en momentos en que hay quien desea volver a la guerra civil".
Las casi tres décadas transcurridas han consolidado a la Cadena SER como líder de audiencia y se ha mantenido una gran estabilidad en su parrilla. La columna vertebral de su programación está integrada, junto a programas que llevan 40 o 50 años en antena como Carrusel Deportivo, Hora 14 (con José Antonio Marcos) Hora 25 (con, sucesivamente, Manuel Campo Vidal, Carlos Llamas y Àngels Barceló) o Matinal SER, por otros espacios que han superado ampliamente los 20 años de emisiones: Hoy por hoy, creado en 1986 por Iñaki Gabilondo, que se convirtió en la estrella de la cadena hasta su relevo en 2005 por Carles Francino, quien a su vez fue remplazado por Pepa Bueno y Gemma Nierga en 2012; La ventana, en la tarde desde 1993, primero con Javier Sardà y más adelante con Gemma Nierga hasta 2012 y Francino desde esa fecha; El larguero, programa deportivo nocturno desde 1989, con José Ramón de la Morena; Hablar por hablar, en la madrugada desde 1989; o A vivir que son dos días, los fines de semana, desde 1988.